# Bamir Topi
Bamir Topi, né le 24 avril 1957 à Tirana, est un professeur de biologie et homme politique albanais, élu le 24 juillet 2007 président de la République par l'Assemblée, succédant ainsi à Alfred Moisiu. Il reste en poste jusqu’en 2012.
La candidature de Bamir Topi est soutenue par le PDA (Parti démocrate d'Albanie) du Premier ministre Sali Berisha.

## Études et carrière politique
Bamir Topi suit un cursus universitaire de biologie et a obtenu son doctorat dans ce domaine. Il dirige par la suite l'Institut d'études vétérinaires de Tirana.

En 1996 il se présente aux élections législatives en tant que candidat du PDA (Parti démocratique d'Albanie) et est élu député à l'Assemblée de la république d'Albanie. Il est réélu deux fois. Il dirige le groupe du PDA à l'Assemblée puis est élu vice-président du parti sous la direction de Sali Berisha. Bamir Topi est également ministre de l'Agriculture et de l'alimentation entre 1996 et 1997. 
Il porte également le titre de président honoraire du KF Tirana.

## Présidence
Bamir Topi déclare le 8 mars 2007 qu'il serait le candidat du parti au pouvoir (PDA) lors de l'élection présidentielle de cette même année. Le Parti chrétien-démocrate ainsi que le Parti républicain déclarèrent qu'ils soutiendraient probablement sa candidature.
Lors du vote organisé au Parlement le 8 juillet 2007, Topi n'obtient que 75 voix, la majorité requise pour être élu président étant de 84 votes. L'opposition, dirigée par le Parti socialiste, boycotte ce premier tour. Le second tour de l'élection est organisé le 10 juillet, mais le Parlement ne parvient toujours pas à élire un président de la République. Topi obtient alors 74 voix. Un nouveau vote a lieu le 14 juillet et se solde par un nouvel échec, Topi n'obtenant plus que 50 voix. Le candidat de l'Alliance démocratique en obtient 32. Ce n'est finalement que le 20 juillet, lors du 4e tour de l'élection, que Bamir Topi est élu président de la République, obtenant 85 voix grâce au soutien de certains membres de l'opposition. Son mandat de 5 ans débute officiellement le 24 juillet.
Il quitte officiellement son poste de vice-président du PDA et se retire totalement de ce parti afin d'être politiquement impartial.
En 2012, Bujar Nishani lui succède.

## Soutien à l'indépendance duKosovo
Bamir Topi est un fervent supporteur de l'indépendance du Kosovo, soutenant fermement devant le Conseil européen et devant d'autres organisations internationales la nécessité d'un État kosovar souverain.
Topi se rend au Kosovo en janvier 2008 pour une visite de 3 jours à l'invitation conjointe du président kosovar Fatmir Sejdiu et du chef de la mission de l'ONU Joachim Ruecker. Il est proclamé citoyen d'honneur de la capitale kosovare et Doctor honoris causa de l'université de Pristina.